# Phalotris cuyanus
Phalotris cuyanus là một loài rắn trong họ Rắn nước. Loài này được Cei mô tả khoa học đầu tiên năm 1984.